# 五頭温泉郷

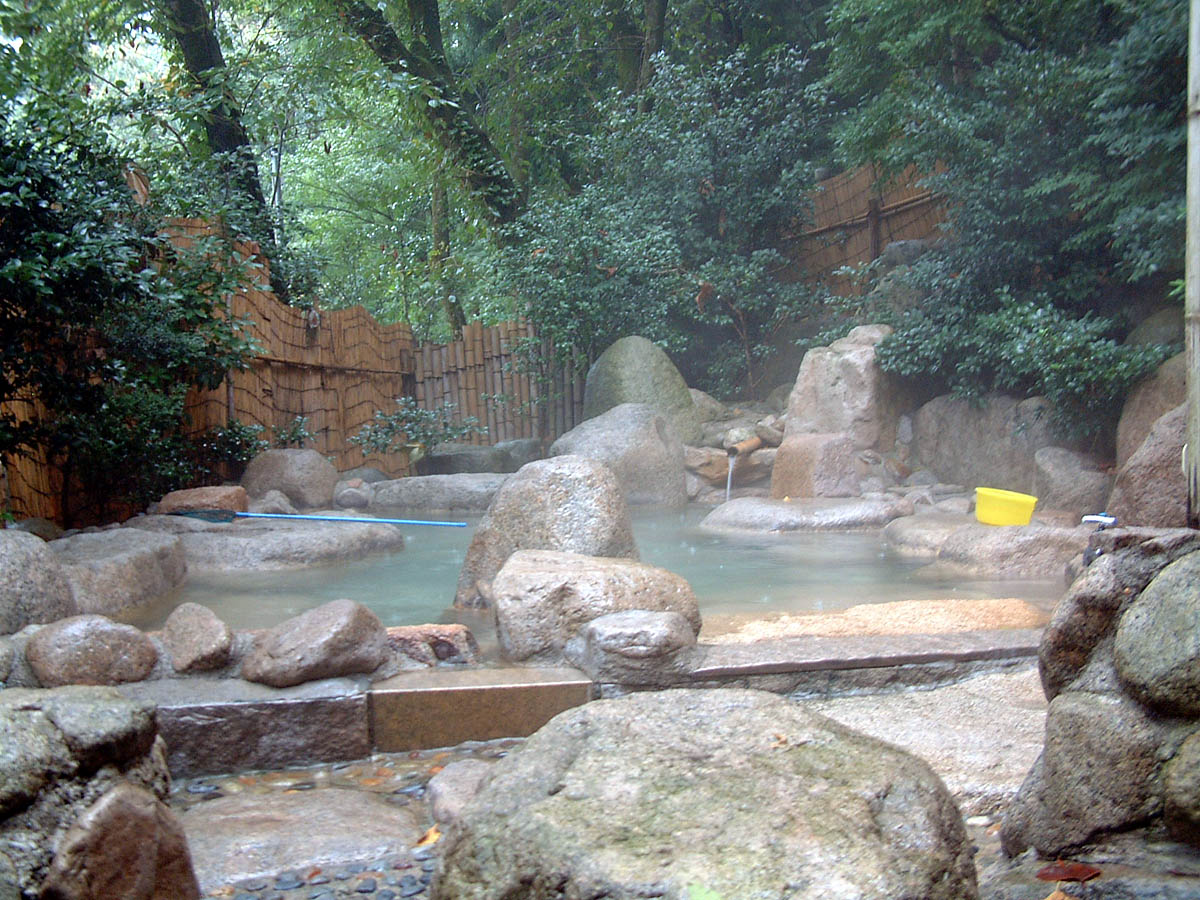
村杉温泉

五頭温泉郷（ごずおんせんごう）は、新潟県阿賀野市、五頭山麓にある3つの温泉の総称。村杉温泉、今板温泉、出湯温泉から成り、環境省の国民保養温泉地に指定されている。

## 概要
各温泉とも近世以前からの歴史があり、湯治場として利用されてきた。主な泉質は放射能泉であり、ラジウム含有量が多いのが特徴である。
3つの温泉は国道290号で結ばれているが、温泉街は山側に入った市道沿いに形成されている。各温泉の概要はそれぞれの項目を参照。
2014年の温泉利用者は3温泉合計で29.3万人（うち宿泊11.9万人）。2018年から2019年にかけての県の「第8回新潟県観光地満足度調査」では総合満足度が県内温泉地の中でトップとなった。
温泉街周辺には、250基に及ぶ句碑や歌碑が建ち並ぶ「やまびこ通り」（中部北陸自然歩道コース）や、観光情報発信施設「五頭山麓うららの森」などが整備されているほか、五頭山側には「五頭連邦少年自然の家」「五頭薬用植物園」およびその周囲に広がる「五頭山麓いこいの森」などがある。また、別荘地「真光寺ヴィレッジ」もある。

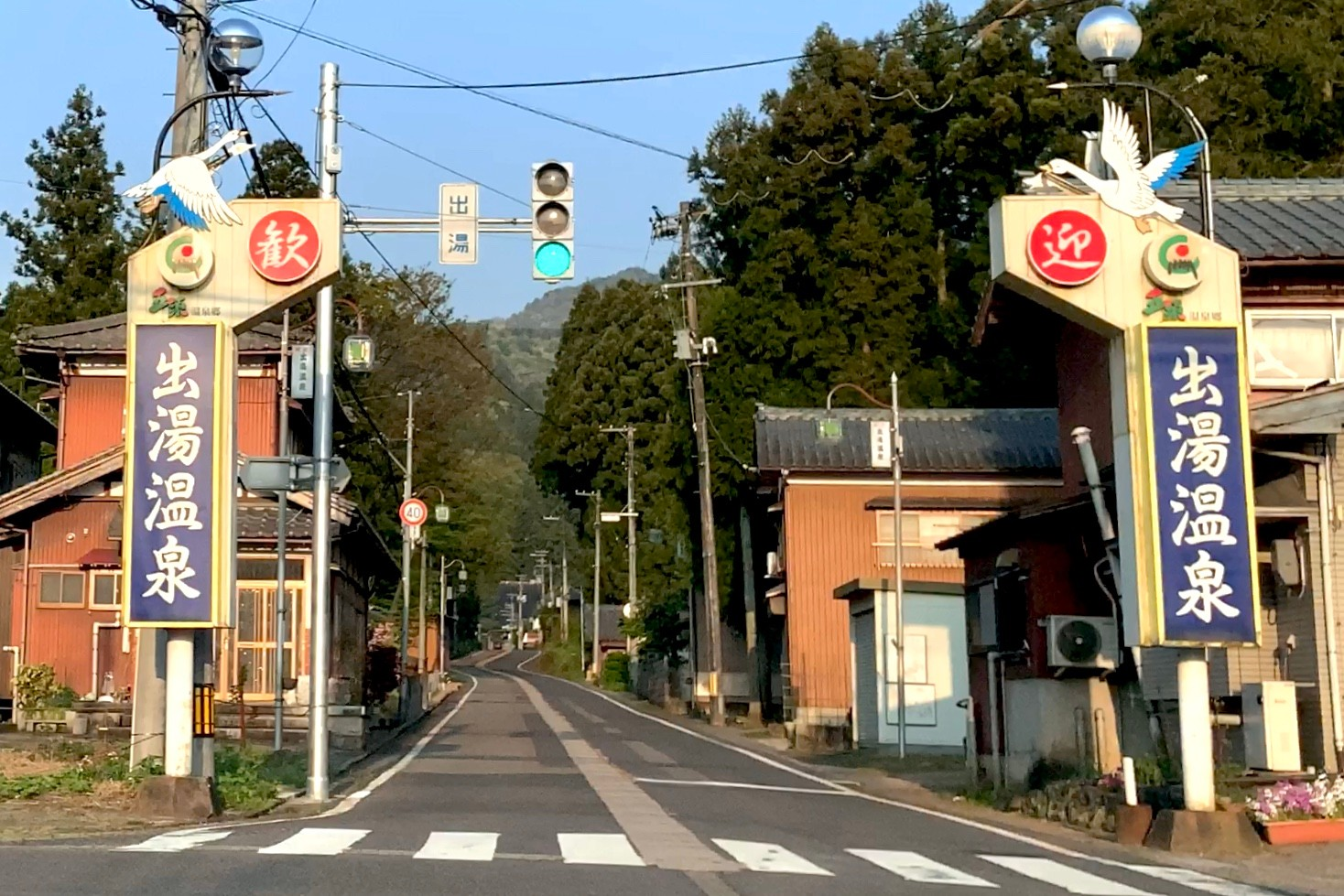
出湯温泉の入口。「五頭温泉郷」の表記がある。
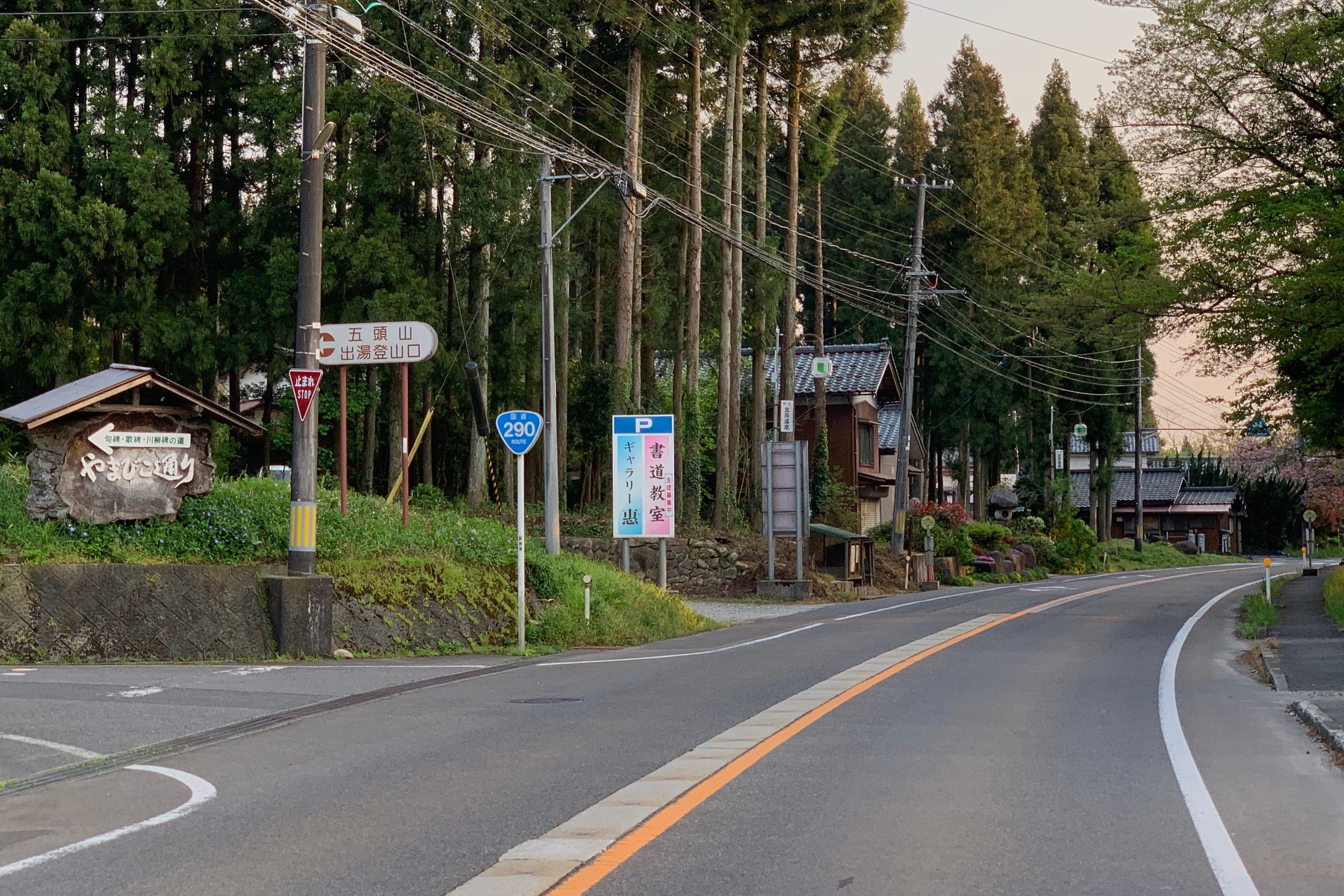
「やまびこ通り」の入口
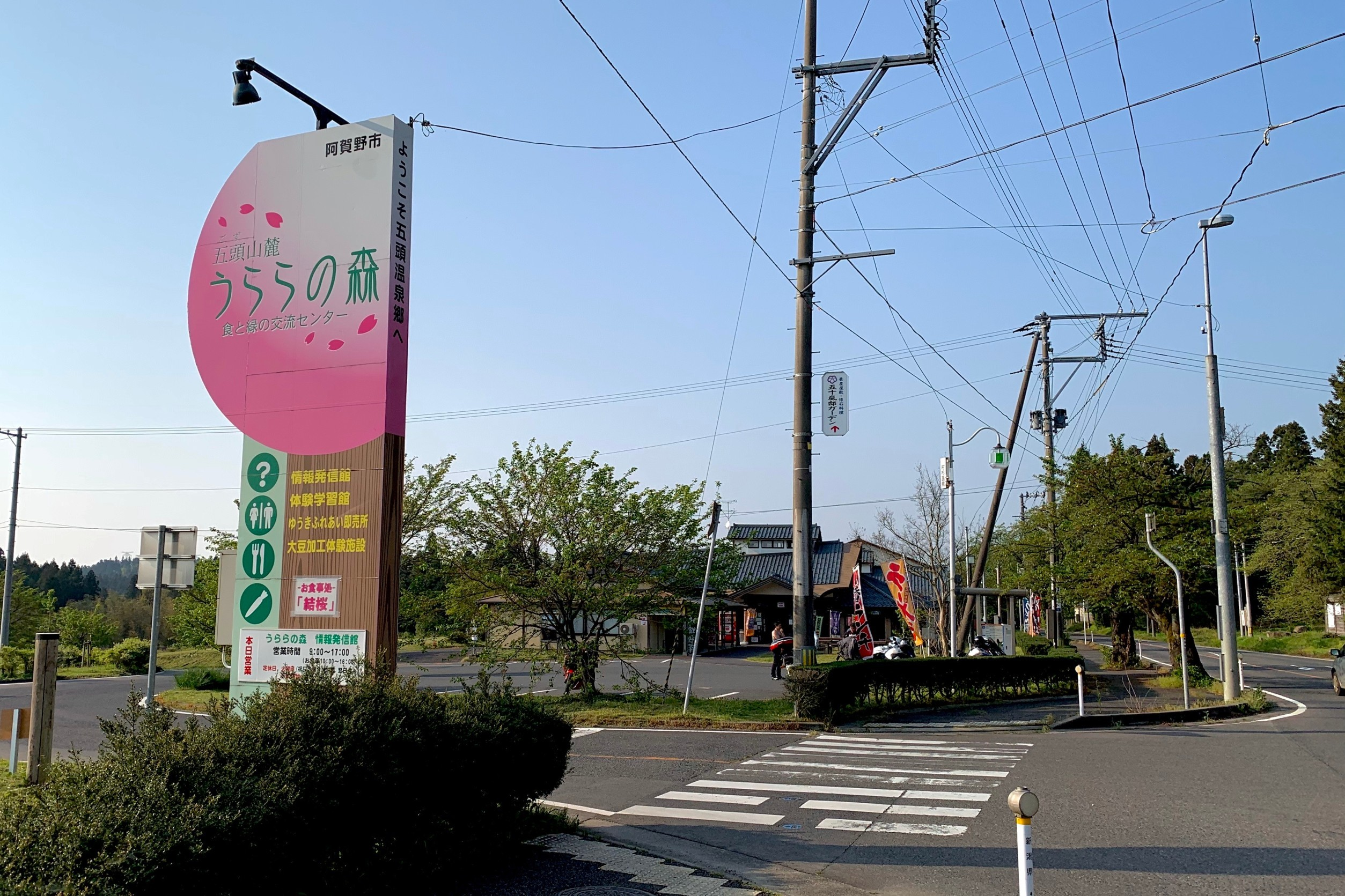
五頭山麓うららの森

## 交通
- 羽越本線水原駅より阿賀野市営バスが運行されており、「村杉温泉」「今板温泉」「出湯温泉」の各停留所がある[5]。
※新潟駅方面 - 水原（または瓢湖前）は新潟交通観光バスのS9系統も利用できる。
- 新宿・池袋より泉観光バス「NETWORK 821便」が土曜など特定日のみ運行されており、うららの森前に「五頭温泉郷」停留所がある[6]。
- 新潟空港から事前予約制バス「月岡温泉・五頭温泉郷周遊ライナー」が運行されている（新発田城・月岡温泉経由）[7]

## 周辺
- 瓢湖 - 冬季には温泉宿泊者向けの白鳥見学ツアーが開催されることもある。
- 月岡温泉
- サントピアワールド